# Músculo largo de la cabeza
El músculo largo de la cabeza (Musculus longus capitis) es un músculo ubicado en la parte superior de la columna vertebral, en el cuello. Este  músculo es ancho y grueso por arriba, y estrecho por abajo. Surge desde cuatro tiras tendinosas, originadas en el tubérculo anterior de la apófisis transversa entre la tercera a la sexta vértebras cervicales. Hay dos músculos largos, uno a cada lado de la columna vertebral.
Asciende, convergiendo hacia su par del lado opuesto, para insertarse en la porción basilar del hueso occipital.
Es inervado por una de las ramas del plexo cervical.
El músculo largo de la cabeza tiene varias acciones:
actuar unilateralmente, para:
- flexionar lateralmente la cabeza y el cuello
- rotar la cabeza ipsilateralmente

actuando bilateralmente:
- flexionar la cabeza y el cuello[1]